# Syringodium
Syringodium — рід родини Cymodoceaceae, описаний як рід у 1860 році. Він зустрічається вздовж узбережжя тропічних і субтропічних морських середовищ (Індійський і Тихий океани, Карибське море, Мексиканська затока).

## Види
Є два визнані види:
- Syringodium filiforme Kütz. — узбережжя Мексиканської затоки та Карибського басейну.
- Syringodium isoetifolium (Asch.) Dandy — узбережжя Індії та західної частини Тихого океану, включаючи Червоне море, Перську затоку, Південно-Китайське море.